# 니시아라이역
니시아라이역(일본어: 西新井駅, にしあらいえき)은 일본 도쿄도 아다치구에 있는 도부 철도의 역이다. 이세사키 선과 다이시 선의 환승역이고, 다이시 선은 본 역이 기점이다. 이세사키 선의 역 전후로는 "도부 스카이트리 라인"의 애칭 구간에 포함되어 있다. 역 번호는 TS 13이다.

## 역사
- 1899년 8월 27일: 영업 개시.
- 1966년 12월 16일: 22시 37분경, 다이시마에 발 니시아라이 행 2306D열차와 니시아라이를 출발한 2155S열차(에이단 3000계열)가 니시아라이 역 구내에서 충돌 사고. 승객들 7명 사망, 중상자 4명, 경상자 16명 발생.
- 1972년 8월 15일: 도부 철도에서는 처음으로 자동 개찰기 설치.
- 1973년 11월 23일: 역 건물 "토스카 서관"이 완성.
- 1981년 4월 21일: "토스카 동관"이 완성.
- 2005년 3월 31일: 개찰구와 승강장 사이의 엘리베이터 공용 개시. 배리어 프리 대응 화장실을 개찰구 수준에 설치, 하행선 승강장의 우메지마 쪽으로 설치된 화장실을 철거.
- 2010년 3월 17일: 이세사키 선 승강장에 발차 멜로디를 도입.
- 2012년 3월 17일: TS 13의 역 번호 설정[1].
- 2014년 1월 18일: LED식 발차표를 갱신하면서 접근 벨 도입.
- 2015년 3월 27일: 다이시 선 승강장에 발차 멜로디 도입.

## 역 구조
섬식 승강장 3면 6선의 지상역에서 교상 역사를 가지고 있다.
이세사키 선은 2면 4선을 사용한다. 방향별 복복선 배선에 의하여, 급행선을 달리는 급행, 구간 급행, 준급행, 구간 준급과 완행선을 달리는 보통 열차를 평면 환승 가능하다.
다이시 선은 1면 2선을 사용하지만, 통상으로는 두단식 승강장의 1번 선에 발착한다. 2번 선은 연말 연시의 특별 운행 시에만 사용되는 이세사키 선(하행 급행선)과 접속되어 차량 교환 시 및 급행선을 달리는 회송 열차의 대피에도 사용된다.
개찰구(니시아라이 역 출입구)은 1곳이지만, 다이시 선 승강장으로 들어온 부분에 중간 개찰이 있다. 이것은 다이시마에 역이 간이역인 관계로 본 역의 다이시 선 연결을 다이시마에 역에 개찰구 업무를 실시하기 위해서이다. 똑같은 방식으로는 산요 본선(와다미사키 선)이나 메이테쓰 짓코선에도 채용되고 있다. 다이시 선 승강장에 오르면, 자동 매표기와 자동 개찰기가 설치되어 있다.
발차표는 이세사키 선 승강장에는 설치되어 있지만, 다이시 선 승강장에는 설치되지 않았다.
또한, 2010년 3월부터 이세사키 선 승강장(3 ~ 6번 선)에 차장의 리모컨 조작으로 발차 멜로디가 도입되었다. 이세사키 선 내 중간역에서 도입된 것은 본 역이 처음이다.

### 승강장
| 번호 | 노선                 | 방향 | 궤도   | 행선                                                                                    |
| ---- | -------------------- | ---- | ------ | --------------------------------------------------------------------------------------- |
| 1・2 | 다이시 선            | 하행 | -      | 다이시마에 행                                                                           |
| 3    | 도부 스카이트리 라인 | 하행 | 급행선 | 신코시가야・가스카베・도부 도부쓰코엔・ 이세사키 선 구키・ 닛코 선 미나미쿠리하시 방면  |
| 4    | 도부 스카이트리 라인 | 하행 | 완행선 | 다케노쓰카・기타코시가야・기타카스카베・도부 도부쓰코엔・ 닛코 선 미나미쿠리하시 방면   |
| 5    | 도부 스카이트리 라인 | 상행 | 완행선 | 우메지마・기타센주・도쿄 스카이트리・아사쿠사・ 히비야 선 나카메구로 방면               |
| 6    | 도부 스카이트리 라인 | 상행 | 급행선 | 기타센주・도쿄 스카이트리・아사쿠사・ 한조몬 선 시부야・ 도큐 덴엔토시 선 주오린칸 방면 |

## 역 주변
간토의 세 신사의 하나, 니시아라이다이시(소지지)는 서쪽으로 약 1km 떨어져 있으며 다이시 선의 다이시마에 역과 가장 가까운 역이다. 2004년 3월에는 동쪽 출입구에 엘리베이터가 신설되었고 동시에 토스카 동관과 서관 점포 부분이 개관하면서 점포 내 엘리베이터를 사용하고 동서연결통로를 24시간 통행 가능하게 되었다.
북쪽의 다케노쓰가, 다이시마에 방향 철로에 도쿄 도도 제318호선이 지나고 있다(니시아라이 육교). 서쪽 출입구 주변에서는 닛신보 도쿄 공장 철거지를 중심으로 한 재개발 사업이 진행되었다(니시아라이 루브르). 연결통로에는 토스카 계열의 매점 외, 훼미리마트와 QB HOUSE, 도부 톱 투어즈 니시아라이 지점, 유초 은행 ATM등이 있다. 서쪽 출입구는 대형 버스 터미널이다.
니시아라이사카에초 부근에서는 복합 도시 개발이 이루어졌다.

### 니시구치
- 토스카 서관
  - 도부 스토어 니시아라이점
  - TSUTAYA
- 패서지오 니시아라이
  - 북 오프
- 아리오 니시아라이
  - 이토 요카도
  - TOHO 시네마즈 니시아라이
- 센트럴 웰니스 클럽 니시아라이
  - THE SPA 니시아라이
- 경시청 니시아라이 경찰서
- 니시아라이 역전 우체국
- 니시아라이 세무서
- 도쿄 도 주세국 아다치 도세 사무소
- 니시아라이 병원
- 택시 승강장
- 아다치 구립 가메다 초등학교
- 아다치 구립 구리하라 초등학교
- 아다치 구립 제7 중학교
- 도시 농업 공원

### 히가시구치
- 토스카 동관
- 이온 니시아라이점
  - 코나미 스포츠 클럽 니시아라이
- 니시아라이 주택 공원
  - 니시아라이 문화 홀
  - 아다치 구 어린이 과학관
- 미즈호 은행 아다치 지점
- 아다치 구립 우메지마 제일 초등학교
- 아다치 구립 시마네 초등학교

아다치 구립 제10 중학교
- 시게히토 병원
- 엠블럼 호스텔 니시 아라이

## 사진

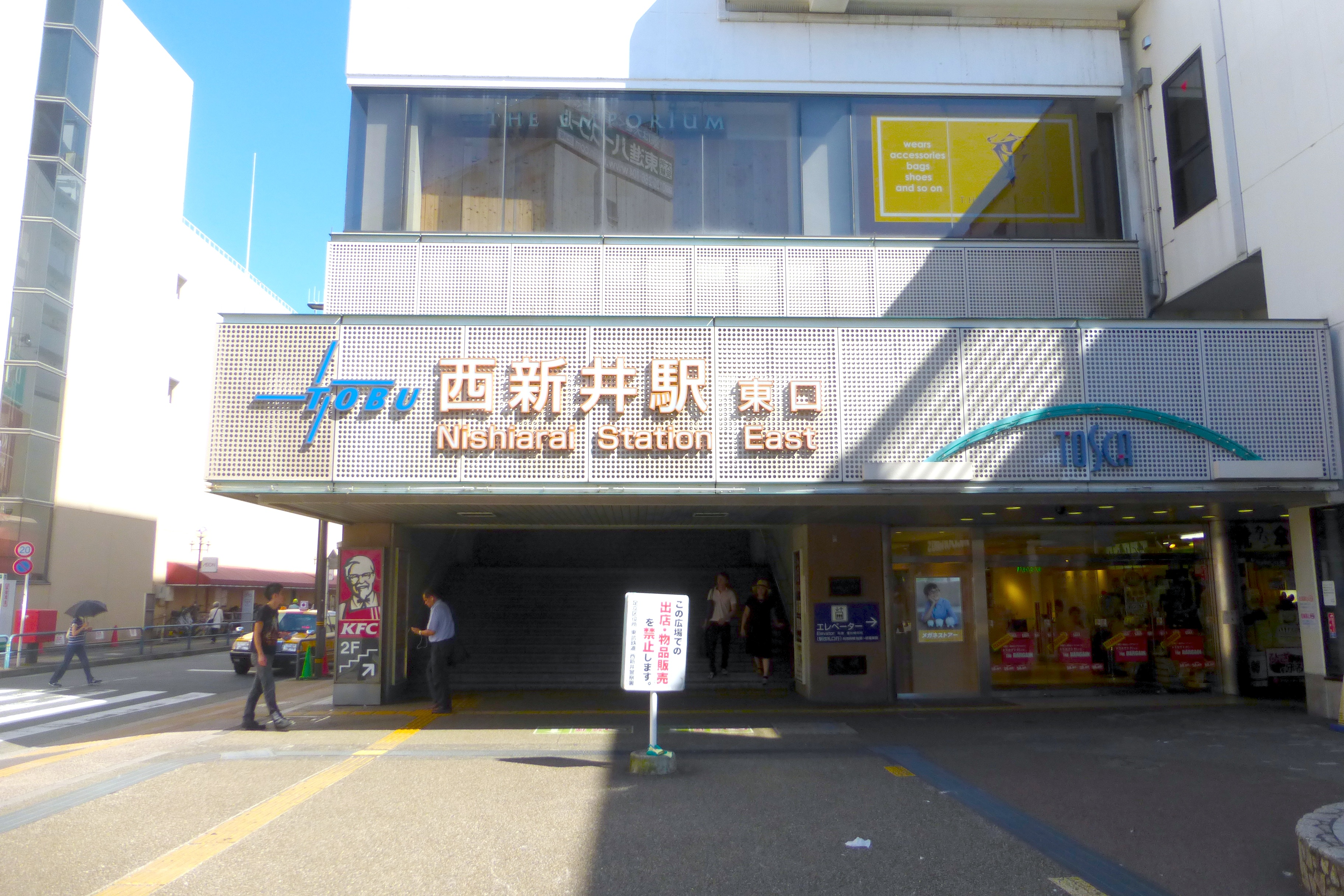
동쪽 출입구
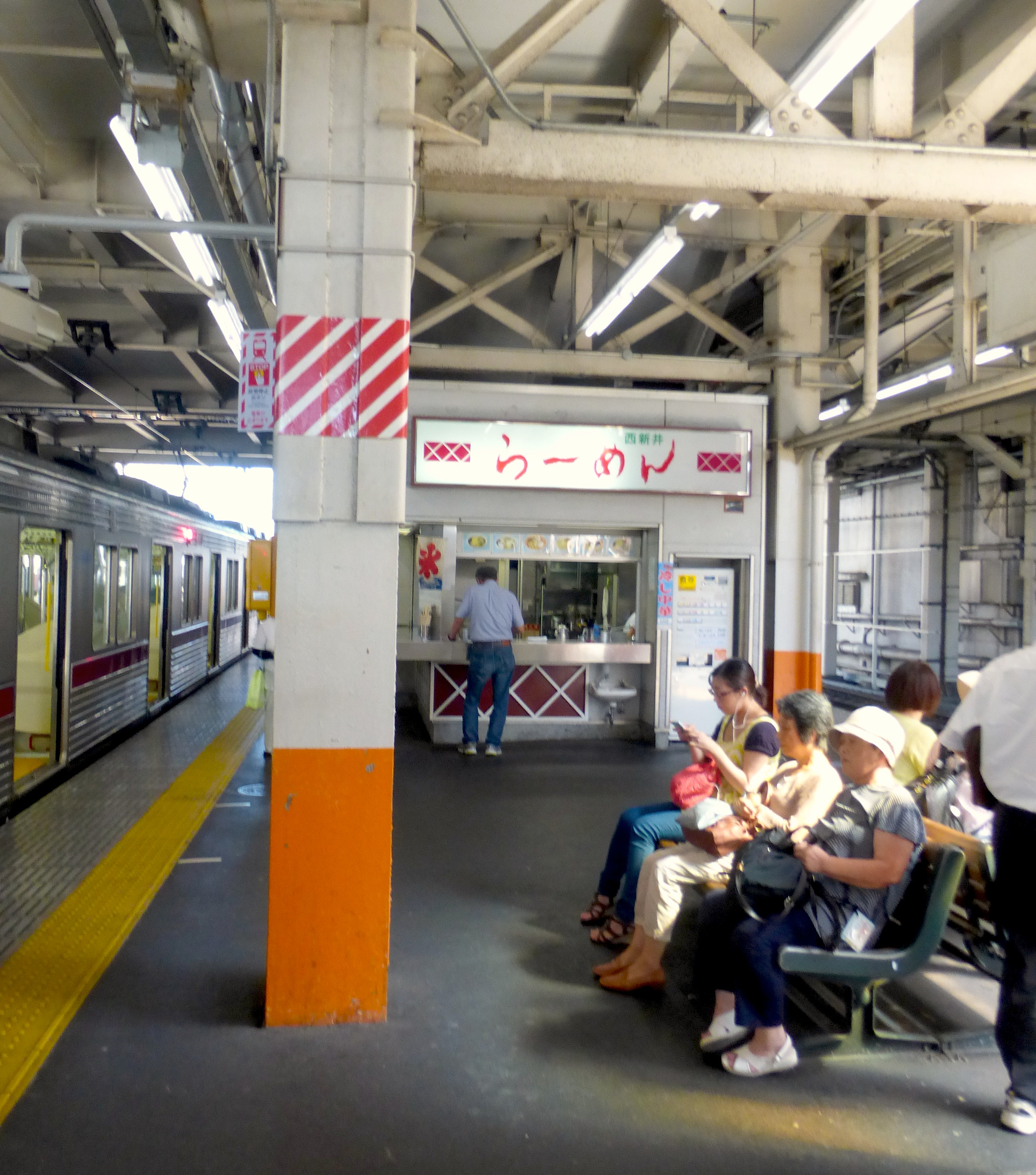
승강장 내 라면 가게
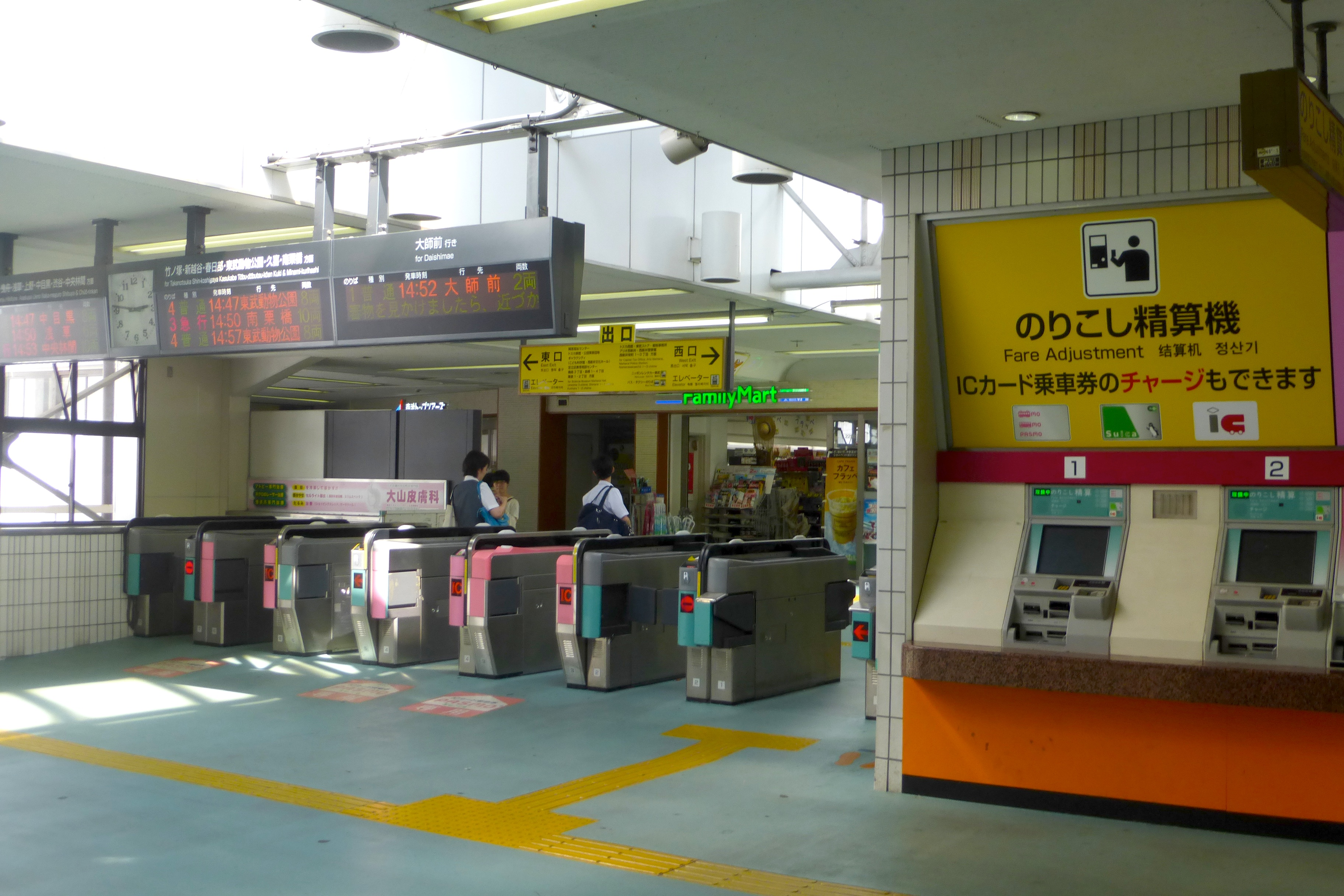
개찰구

## 인접역
| 도부 철도 이세사키 선(도부 스카이트리 라인) | 도부 철도 이세사키 선(도부 스카이트리 라인) | 도부 철도 이세사키 선(도부 스카이트리 라인) |
| ------------------------------------------- | ------------------------------------------- | ------------------------------------------- |
| TS 09 기타센주 아사쿠사 방면                | ■ 급행 ■ 구간급행 ■ 준급 ■ 구간준급         | 소카 TS 16 도부 도부쓰코엔 방면             |
| TS 12 우메지마 아사쿠사 방면                | ■ 보통                                      | 다케노쓰카 TS 14 도부 도부쓰코엔 방면       |
| 도부 철도 다이시 선                         |                                             |                                             |
| 시·종착역                                   |                                             | 다이시마에 TS 51 다이시마에 방면            |